# South Canal
South Canal és una concentració de població designada pel cens dels Estats Units a l'estat d'Ohio. Segons el cens del 2000 tenia 1.346 habitants.

## Demografia
Segons el cens del 2000, South Canal tenia 1.346 habitants, 478 habitatges, i 383 famílies. La densitat de població era de 320,8 habitants per km².
Dels 478 habitatges en un 31% hi vivien nens de menys de 18 anys, en un 68,8% hi vivien parelles casades, en un 8,4% dones solteres, i en un 19,7% no eren unitats familiars. En el 17,8% dels habitatges hi vivien persones soles el 9,8% de les quals corresponia a persones de 65 anys o més que vivien soles. El nombre mitjà de persones vivint en cada habitatge era de 2,66 i el nombre mitjà de persones que vivien en cada família era de 3,02.
Per edats la població es repartia de la següent manera: un 21,9% tenia menys de 18 anys, un 6,5% entre 18 i 24, un 24,1% entre 25 i 44, un 27,3% de 45 a 60 i un 20,1% 65 anys o més.
L'edat mediana era de 43 anys. Per cada 100 dones de 18 o més anys hi havia 89 homes.
La renda mediana per habitatge era de 45.417 $ i la renda mediana per família de 53.438 $. Els homes tenien una renda mediana de 41.250 $ mentre que les dones 24.141 $. La renda per capita de la població era de 19.253 $. Aproximadament l'1,3% de les famílies i el 3,9% de la població estaven per davall del llindar de pobresa.

## Poblacions més properes
El següent diagrama mostra les poblacions més properes.